# Vjačeslav Bražnik
Vjačeslav Stepanovič Bražnik rusky: Вячеслав Степанович Бражник ; (3. března 1957, Atbasar – 14. května 1986, Moskva) byl sovětský inženýr kazašského původu. Pracovník v různých dílnách a turbínách jaderné elektrárny v Černobylu, byl ve službě na místě katastrofy v Černobylu 26. dubna 1986.

## Životopis
Vjačeslav Stepanovič Bražnik se narodil 3. března 1957 ve městě Atbasar v Akmolské oblasti. Svou kariéru zahájil v Černobylské jaderné elektrárně v dubnu 1979 jako elektrikář v elektrotechnické dílně a od října 1980 byl převelen do turbínové dílny na dráze pro turbínová zařízení a jako strojník parních turbín.

## Černobylská havárie
V noci na 26. dubna 1986 byl Bražnik v okamžiku výbuchu v turbínové hale. Při hašení požáru a stabilizaci turbínové haly dostal smrtelnou dávku (přes 1000 rad). Zemřel 14. května 1986 v 6. moskevské klinické nemocnici.